# مبادرة الإنارة الزرقاء

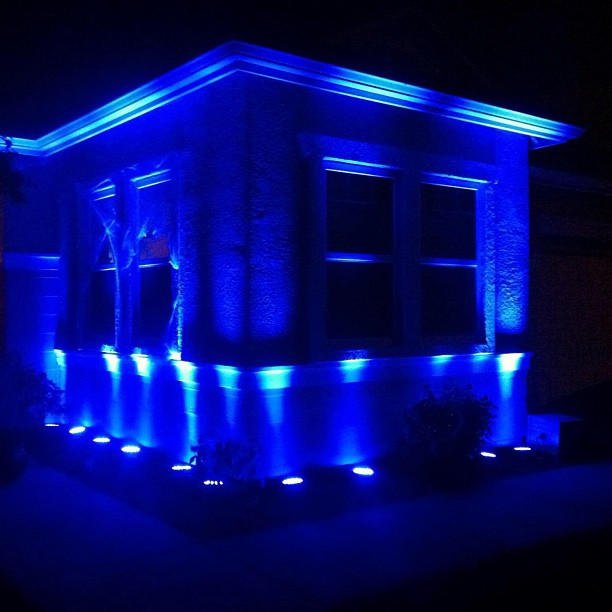
منزل مضاء باللون الأزرق في الثاني من أبريل (يوم التوعية بمرض التوحد)

تهدف مبادرة الإنارة الزرقاء (بالإنجليزية: Light It Up Blue) التي يتم الاحتفال بها سنويًا في 2 أبريل إلى زيادة الوعي بشأن مرض التوحد. أعلنت منظمة التوحد يتحدث (Autism Speaks)، التي تُعد أكبر منظمة متخصصة في علوم التوحد والدفاع عنه، عن إطلاق حملة «الإنارة الزرقاء» في عام 2010. وتهدف هذه المبادرة إلى زيادة الوعي الدولي بمرض التوحد باعتباره أزمة صحية عامة متنامية لدعم اليوم العالمي للتوعية بمرض التوحد وشهر التوعية بمرض التوحد في الولايات المتحدة.

## معلومات تاريخية
وقد قامت معالم بارزة في جميع أنحاء العالم – بما في ذلك مبنى إمباير ستيت في مدينة نيويورك وبرج ويليس في شيكاغو جنبًا إلى جنب مع برج سي إن في تورنتو وبرج المملكة في المملكة العربية السعودية - وكذلك المطارات والجسور والمتاحف وقاعات الحفلات الموسيقية والمطاعم والمستشفيات ومتاجر البيع بالتجزئة من بين أكثر من 100 كيان في أكثر من 16 ولاية أمريكية وتسع دول حول العالم بإنارة الأضواء الزرقاء الساطعة مساء 1 أبريل 2010 - وهي الليلة الأولى من شهر التوعية بمرض التوحد في الولايات المتحدة وعشية اليوم العالمي للتوعية بمرض التوحد (WAAD).
وفي 2 أبريل 2010، تم الاحتفال باليوم العالمي السنوي الثالث للتوعية بمرض التوحد في بورصة نيويورك (NYSE) حيث افتتح متطوعو وداعمو منظمة «التوحد يتحدث» اليوم عن طريق قرع جرس افتتاح بورصة نيويورك.
في عام 2011، على الرغم من الجهود التي تبذلها منظمة «التوحد يتحدث»، قال البيت الأبيض إنه لن يضيء الإنارة الزرقاء على شرف اليوم العالمي للتوعية بمرض التوحد.

## وصلات خارجية
- التوحد يتحدث

- Light It Up Blue